# Mounir Kebaili
Mounir Kebaili (arabe : منير القبايلي), né le 7 avril 1924 à La Goulette et mort le 10 août 1976, est un footballeur tunisien.
Il rejoint le club du Club africain en 1938 puis devient titulaire en 1946 à la place d'une grande vedette, l'attaquant Hédi Ben Ammar, atteint de fièvre typhoïde. Il s'impose rapidement comme un vif ailier et comme un buteur patenté : il marque 84 buts en championnat de 1946 à 1960.
À sa retraite de joueur, il rejoint le comité directeur de son club où il assume plusieurs responsabilités dont celle de vice-président qu'il occupe jusqu'à sa disparition.

## Palmarès
Club africain
- Championnat de Tunisie (2) : 
  - Champion : 1947 et 1948.
  - Meilleur buteur : 1949 (11 buts).

## Sélections
- 10 matchs internationaux[1]